# Då vi vandrar med Gud, ledda helt av hans bud
Då vi vandrar med Gud, ledda helt av hans bud är en sång med text från 1887 av Johan Henry Sammis och musik av Daniel Brink Towner.

## Publicerad i
- Frälsningsarméns sångbok 1929 refräng Lyd blott och tro som nr 87 i körsångsdelen under rubriken "Helgelse".
- Frälsningsarméns sångbok 1968 som nr 137 under rubriken "Helgelse".
- Frälsningsarméns sångbok 1990 som nr 392 under rubriken "Helgelse".
- Sångboken 1998 som nr 17.